# Agalychnis hulli
Espèce
Synonymes
- Phyllomedusa hulli Duellman & Mendelson, 1995
- Hylomantis hulli (Duellman & Mendelson, 1995)

Statut de conservation UICN

 LC  : Préoccupation mineure
Agalychnis hulli est une espèce d'amphibiens de la famille des Phyllomedusidae.

## Répartition
Cette espèce est endémique de la région de Loreto au Pérou. Elle se rencontre à Teniente López dans la province de Loreto à 310 m d'altitude dans le haut bassin amazonien.
Sa présence est incertaine en Équateur.

## Description
Le mâle holotype mesure 37,1 mm.

## Étymologie
Cette espèce est nommée en l'honneur de Clark Hull de l'Occidental Petroleum.

## Publication originale
- Duellman & Mendelson, 1995 : Amphibians and Reptiles from Northern Departamento Loreto, Peru: Taxonomy and Biogeography. The University of Kansas science bulletin, vol. 55, no 10, p. 329-376 (texte intégral).